# Chroniques des Trois Royaumes
Pour les articles homonymes, voir Trois Royaumes.
Les Chroniques des Trois Royaumes, ou San guo Zhi chinois simplifié : 三国志 ; chinois traditionnel : 三國志 ; pinyin : sānguó zhì), est la chronique historique officielle couvrant la fin de la dynastie Han (184 — 220), et la période des Trois Royaumes de Chine (220-280).
Elle fait partie des « Quatre Histoires », avec le Shi ji, le Han Shu et le Hou han shu. Elle est la compilation de textes la plus complète sur les événements qui eurent lieu en Chine durant cette période et a servi de base pour le roman épique Histoire des Trois royaumes, traditionnellement attribué à Luo Guanzhong (罗贯中). Initialement commencée par Chen Shou, elle fut complétée par Pei Songzhi (裴松之).

## Structure de l’ouvrage
Le Sanguo Zhi est divisé en soixante-quatre chapitres, formés de trois livres, un pour chaque royaume. Trente chapitres sont alloués au royaume de Wei, quinze à celui du Shu et vingt à celui du Wu. En fait, chaque chapitre est constitué d'une ou de plusieurs biographies des grandes figures de l'époque, dont la longueur est fonction de l’importance du personnage. Sun Quan reçoit par exemple tout un chapitre, alors que ses meilleurs conseillers militaires, Zhou Yu, Lu Su et Lü Meng, doivent se partager à eux trois un même chapitre.

## Rédaction de l’ouvrage
Les Chroniques des Trois Royaumes furent, en fait, rédigées en deux étapes.
Initialement, il s’agissait de la compilation d’un lettré du nom de Chen Shou (233-297), durant la dynastie Jin (265-420). Après que le Jin eut conquis le Shu, Chen Shou reçut du ministre Zhang Hua la tâche de créer une histoire des Trois Royaumes. Les royaumes de Wu et de Wei disposaient alors de leurs propres archives historiques et ce fut sur celles-ci qu'il se basa principalement pour son travail. Par contre, le royaume de Shu ne disposait pas d'archives historiques, et Chen Shou dut les créer lui-même. La référence du système de datation de l'ouvrage était celui qu'utilisait alors le royaume de Wei après la chute des Han.
En outre, afin de légitimer la dynastie Jin (issue du royaume de Wei), alors nouvellement au pouvoir, un certain style de narration avait été choisi : Cao Cao, le fondateur du Wei, et ses successeurs étaient appelés « empereur » ou « duc ». Cao Cao au début de sa biographie est également appelé « Grand ancêtre » (太祖, tàizǔ). Les monarques du Wu n’étaient en revanche référés que par leur nom. Néanmoins, Chen Shou étant lui-même natif du Shu, il attribua par sympathie le titre de « seigneur » à leurs dirigeants. Ainsi il donna à Liu Bei le titre de « Premier seigneur » (先主, xiānzhǔ).
Au Ve siècle, le texte fut complété, sur ordre impérial, par un autre lettré du nom de Pei Songzhi (372-451). En effet, le texte initial de Chen Shou était jugé beaucoup trop court, ne racontait souvent qu'une version de l'histoire et comportait un nombre important d’omissions. Pei Songzhi acheva sa tâche en 429, et son travail comportait une rigueur remarquable pour l’époque. En effet :
- Pei Songzhi citait toujours ses sources, aussi bien l’auteur des propos qu’il transcrivait, que les ouvrages dans lesquels il les avait tirés ;
- il se bornait toujours à rédiger les faits, et n'apportait que rarement des commentaires de son cru, ne cherchant jamais à expliquer le cours des événements par la morale confucéenne ou la transmission du mandat céleste comme c'était couramment le cas ;
- sa ligne de conduite était d’incorporer toute anecdote qui aurait pu être oubliée par Chen Shou. Aussi n'a-t-il pas hésité à compiler des textes qui se contredisent. N'apportant aucun jugement, il a également adjoint toutes les versions que l'on citait d'un événement, même lorsque du fantastique ou du surnaturel apparaissait, ainsi que toutes les versions non officielles de l'histoire ;
- contrairement à Chen Shou qui s’appuyait principalement sur les archives du Wei, Pei Shongzhi compila également les points de vue des autres royaumes, encore une fois malgré les contradictions des récits ;
- en outre, il fit des recherches sur les positions géographiques des événements qui eurent lieu, et ajouta le résultat de ses travaux au nouvel ouvrage.

Le résultat des ajouts de Pei Songzhi est que l'on dispose aujourd'hui d'une compilation d'annales bien plus complète et traçable que bien des travaux des générations futures. Grâce à cet ouvrage, et malgré les successions d'événements chaotiques qui avaient eu lieu à cette époque, ainsi que durant les dix-huit siècles qui les séparent de notre ère, nous avons gardé une assez bonne connaissance de l'histoire des trois royaumes et de sa chronologie, bien que beaucoup de points restent sujet à discussion. En effet, beaucoup d'inexactitudes apparaissent, et la multitude des points de vue, alliée au foisonnement de détails non datés rendent parfois difficile de savoir ce qui s’est réellement passé.
Les Chroniques des Trois Royaumes sont également le premier texte écrit connu à mentionner de façon explicite le Japon, appelé Wo (倭) « obéissant » (selon certaines sources, « nain »), ou en japonais Wa (倭 ou 和), Yamato (大和) ou Yamataikoku. Il mentionne également la légendaire reine shaman japonaise Himiko qui aurait vécu aux IIe et IIIe siècles. En effet, le royaume de Wei avait eu un contact diplomatique avec elle, les deux royaumes se sont échangé des cadeaux et la rencontre est relatée dans l'ouvrage.

## Contenu de l’ouvrage

### Datation des événements
Les Chroniques des Trois Royaumes ayant été rédigé en utilisant une approche biographique et non pas chronologique, la datation de leur contenu historique est imprécise, voir parfois, non-pertinente. Ainsi, dans certains volumes on trouve des informations générales sur les ancêtres des personnes dont on est en train de lire la biographie, informations qui remontent à plusieurs siècles avant l'époque des trois royaumes. Par exemple, la biographie de Liu Yan commence par la description de l'enterrement de son ancêtre Liu Yu à Jingling vers l'an 85 apr. J.-C..
Le premier événement à avoir droit à une description détaillée est la rébellion des turbans jaunes, en 184. De nombreuses biographies font mention de cet événement, mais des informations plus concrètes, telles que les mouvements de troupes pendant le soulèvement, peuvent être trouvées sous une forme fragmentaire dans les biographies de Cheng Yu, Yu Jin, Liu Bei et Sun Jian, qui sont réparties entre quatre volumes du Sanguo.
Les Chroniques sont divisées en trois livres, chacun contenant les biographies liées à l'un des trois royaumes, qui se terminent tous à des dates différentes : le Livre du Wei se termine par l'abdication de Cao Huan en 265, le livre du Shu s’achève par la mort de Liu Shan en 271 et le Livre du Wu par celle de Sun Hao en 284.

### Livre du Wei(魏書)
| #         | Titre                  | Traduction                                                               | Biographies + notes |
| --------- | ---------------------- | ------------------------------------------------------------------------ | --- |
| Volume 1  | 武帝紀                 | Annales de l'Empereur Wu                                                 | Cao Cao |
| Volume 2  | 文帝紀                 | Annales de l'Empereur Wen                                                | Cao Pi |
| Volume 3  | 明帝紀                 | Annales de l'Empereur Ming                                               | Cao Rui |
| Volume 4  | 三少帝紀               | Annales des trois jeunes Empereurs                                       | Cao Fang, Cao Mao, Cao Huan |
| Volume 5  | 后妃傳                 | Biographies des impératrices et concubines                               | Dame Bian, Dame Zhen, Guo Nüwang, Impératrice Mao, Impératrice Guo |
| Volume 6  | 董二袁劉傳             | Biographies de Dong, des deux Yuans, et Liu                              | Dong Zhuo, Yuan Shao, Yuan Shu, Liu Biao |
| Volume 7  | 呂布臧洪傳             | Biographies de Lü Bu et Zang Hong                                        | Zhang Miao, Chen Deng |
| Volume 8  | 二公孫陶四張傳         | Biographies des deux Gongsuns, Tao, et des quatre Zhangs                 | Gongsun Zan, Tao Qian, Zhang Yang, Gongsun Du, Zhang Yan, Zhang Xiu, Zhang Lu |
| Volume 9  | 諸夏侯曹傳             | Biographies des Xiahous et Caos                                          | Xiahou Dun, Han Hao, Xiahou Yuan, Cao Ren, Cao Chun, Cao Hong, Cao Xiu, Cao Zhen, Cao Shuang, Xiahou Shang, Xiahou Xuan |
| Volume 10 | 荀彧荀攸賈詡傳         | Biographies de Xun Yu, Xun You et Jia Xu                                 | |
| Volume 11 | 袁張涼國田王邴管傳     | Biographies de Yuan, Zhang, Liang, Guo, Tian, Wang, Bing et Guan         | Yuan Huan, Zhang Fan, Zhang Cheng, Liang Mao, Guo Yuan, Tian Chou(chinois traditionnel : 田疇), Wang Xiu, Bing Yuan(chinois traditionnel : 邴原), Guan Ning |
| Volume 12 | 崔毛徐何邢司馬傳       | Biographies de Cui, Mao, Xu, He, Xing, et Sima                           | Cui Yan, Mao Jie, Xu Yi, He Kui(chinois traditionnel : 何夔), Xing Yong, Bao Xun, Sima Zhi |
| Volume 13 | 鍾繇華歆王朗傳         | Biographies de Zhong Yao, Hua Xin, et Wang Lang                          | Zhong Yu, Wang Su |
| Volume 14 | 程郭董劉蔣劉傳         | Biographies de Cheng, Dong, Guo, Liu, Jiang et Liu                       | Cheng Yu, Cheng Xiao, Guo Jia, Dong Zhao, Liu Ye, Jiang Ji, Liu Fang |
| Volume 15 | 劉司馬梁張溫賈傳       | Biographies de Liu, Sima, Liang, Zhang, Wen, et Jia                      | Liu Fu, Liu Jing, Sima Lang, Liang Xi, Zhang Ji (Derong), Zhang Ji (Jingzhong), Wen Hui, Jia Kui |
| Volume 16 | 任蘇杜鄭倉傳           | Biographies de Ren, Su, Du, Zheng, et Cang                               | Ren Jun, Su Ze, Du Ji, Zheng Hun, Cang Ci |
| Volume 17 | 張樂于張徐傳           | Biographies de Zhang, Yue, Yu, Zhang, et Xu                              | Zhang Liao, Yue Jin, Yu Jin, Zhang He, Xu Huang |
| Volume 18 | 二李臧文呂許典二龐閻傳 | Biographies des deux Lis, Zang, Wen, Lü, Xu, Dian, des deux Pangs et Yan | Li Dian, Li Tong, Zang Ba, Wen Ping, Lü Qian, Xu Chu, Dian Wei, Pang De, Pang Yu, Yan Wen |
| Volume 19 | 任城陳蕭王傳           | Biographies des princes de Rencheng, Chen, and Xiao                      | Cao Zhang, Cao Zhi, Cao Xiong |
| Volume 20 | 武文世王公傳           | Biographies de nobles de l'époque des Empereurs Wu et Wen                | Cao Ang, Cao Shuo, Cao Chong, Cao Ju (Prince de Pengcheng), Cao Yu, Cao Lin (Prince de Pei), Cao Gun, Cao Xuan, Cao Jun (Prince de Chenliu), Cao Ju (Prince de Fanyang), Cao Gan, Cao Zishang, Cao Biao, Cao Ziqin, Cao Zicheng, Cao Zizheng, Cao Zijing, Cao Jun (Duc de Fan), Cao Ziji, Cao Hui (Prince de Dongping), Cao Mao (Prince de Laoling), Cao Xie, Cao Rui (Prince de Beihai), Cao Jian, Cao Lin (Prince de Donghai), Cao Li, Cao Yong, Cao Gong, Cao Yan |
| Volume 21 | 王衛二劉傳             | Biographies de Wang, Wei et des deux Lius                                | Wang Can, Wei Ji, Liu Yi, Liu Shao, Fu Jia |
| Volume 22 | 桓二陳徐衛盧傳         | Biographies de Huan, des deux Chens, Xu, Wei et Lu                       | Huan Jie, Chen Qun, Chen Tai, Chen Jiao, Xu Xuan, Wei Zhen, Lu Yu |
| Volume 23 | 和常楊杜趙裴傳         | Biographies de He, Chang, Yang, Du, Zhao et Pei                          | He Qia, Chang Lin, Yang Jun, Du Xi, Zhao Yan, Pei Qian |
| Volume 24 | 韓崔高孫王傳           | Biographies de Han, Cui, Gao, Sun et Wang                                | Han Ji, Cui Lin, Gao Rou, Sun Li, Wang Guan |
| Volume 25 | 辛毗楊阜高堂隆傳       | Biographies de Xin Pi, Yang Fu et Gaotang Long                           | |
| Volume 26 | 滿田牽郭傳             | Biographies de Man, Tian, Qian et Guo                                    | Man Chong, Tian Yu, Qian Zhao, Guo Huai |
| Volume 27 | 徐胡二王傳             | Biographies de Xu, Hu et des deux Wangs                                  | Xu Miao, Hu Zhi, Wang Chang, Wang Ji |
| Volume 28 | 王毌丘諸葛鄧鍾傳       | Biographies de Wang, Guanqiu, Zhuge, Deng et Zhong                       | Wang Ling, Guanqiu Jian, Zhuge Dan, Deng Ai, Zhong Hui |
| Volume 29 | 方技傳                 | Biographies de fangshis et d'artisans                                    | Hua Tuo, Du Kui, Zhu Jianping, Zhou Xuan, Guan Lu |
| Volume 30 | 烏丸鮮卑東夷傳         | Biographies de Wuhuan, Xianbei et Dongyi                                 | Wuhuan, Xianbei, Puyŏ, Goguryeo, Okjeo, Yilou, Yemaek, Samhan, Wa; et une longue note à la fin contenant le chapitre sur les Xirong, ou ‘Peuples de l'Ouest’ tiré du Weilüe, ou « Bref récit de la dynastie Wei » écrit par Yu Huan durant le deuxième tiers du IIIe siècle apr. J.-C. |

### Livre du Shu(蜀書)
| #         | Titre                  | Traduction                                                      | Biographies + notes |
| --------- | ---------------------- | --------------------------------------------------------------- | --- |
| Volume 31 | 劉二牧傳               | Biographies des deux gouverneurs Lius                           | Liu Yan, Liu Zhang |
| Volume 32 | 先主傳                 | Biographie de l'Ancien Seigneur                                 | Liu Bei |
| Volume 33 | 後主傳                 | Biographie du Seigneur Tardif                                   | Liu Shan |
| Volume 34 | 二主妃子傳             | Biographies des concubines et des fils des deux seigneurs       | Dame Gan, Impératrice Wu (Zaholie), Impératrice Zhang (première épouse), Impératrice Zhang (seconde épouse), Liu Yong, Liu Li, Liu Xuan |
| Volume 35 | 諸葛亮傳               | Biographie de Zhuge Liang                                       | Zhuge Qiao, Zhuge Zhan, Dong Jue |
| Volume 36 | 關張馬黃趙傳           | Biographies de Guan, Zhang, Ma, Huang et Zhao                   | Guan Yu, Zhang Fei, Ma Chao, Huang Zhong, Zhao Yun                                                                                      |
| Volume 37 | 龐統法正傳             | Biographies de Pang Tong et Fa Zheng                            | |
| Volume 38 | 許麋孫簡伊秦傳         | Biographies de Xu, Mi, Sun, Jian, Yi et Qin                     | Xu Jing, Mi Zhu, Mi Fang, Sun Qian, Jian Yong, Yi Ji, Qin Mi                                                                            |
| Volume 39 | 董劉馬陳董呂傳         | Biographies de Dong, Liu, Ma, Chen, Dong et Lü                  | Dong He, Liu Ba, Ma Liang, Ma Su, Chen Zhen, Dong Yun, Chen Zhi, Huang Hao, Lü Yi                                                       |
| Volume 40 | 劉彭廖李劉魏楊傳       | Biographies de Liu, Peng, Liao, Li, Liu, Wei et Yang            | Liu Feng, Peng Yang, Liao Li, Li Yan, Liu Yan, Wei Yan, Yang Yi                                                                         |
| Volume 41 | 霍王向張楊費傳         | Biographies de Huo, Wang, Xiang, Zhang, Yang et Fei             | Huo Jun, Huo Yi, Wang Lian, Xiang Lang, Xiang Chong, Zhang Yi, Yang Hong, Fei Shi, Wang Chong                                           |
| Volume 42 | 杜周杜許孟來尹李譙郤傳 | Biographies de Du, Zhou, Du, Xu, Meng, Lai, Yin, Li, Qiao et Xi | Du Wei, Zhou Qun, Zhang Yu, Du Qiong, Xu Ci, Hu Qian, Meng Guang, Lai Min, Yin Mo, Li Zhuan, Qiao Zhou, Xi Zheng                        |
| Volume 43 | 黃李呂馬王張傳         | Biographies de Huang, Li, Lü, Ma, Wang et Zhang                 | Huang Quan, Li Hui, Lü Kai, Ma Zhong, Wang Ping, Zhang Ni                                                                               |
| Volume 44 | 蔣琬費禕姜維傳         | Biographies de Jiang Wan, Fei Yi et Jiang Wei                   | |
| Volume 45 | 鄧張宗楊傳             | Biographies de Deng, Zhang, Zong, et Yang                       | Deng Zhi, Zhang Yi, Zong Yu, Liao Hua, Yang Xi                                                                                          |

### Livre du Wu(吳書)
| #         | Titre                      | Traduction                                                                            | Biographies + notes |
| --------- | -------------------------- | ------------------------------------------------------------------------------------- | --- |
| Volume 46 | 孫破虜討逆傳               | Biographies de Sun qui détruit les barbares et Sun qui attaque les rebelles           | Sun Jian, Sun Ce |
| Volume 47 | 吳主傳                     | Biographie du Seigneur de Wu                                                          | Sun Quan |
| Volume 48 | 三嗣主傳                   | Biographies des trois héritiers                                                       | Sun Liang, Sun Xiu, Sun Hao |
| Volume 49 | 劉繇太史慈士燮傳           | Biographies de Liu Yao, Taishi Ci et Shi Xie                                          | Ze Rong, Liu Ji |
| Volume 50 | 妃嬪傳                     | Biographies de concubines et de dames                                                 | Dame Wu, Wu Jing, Dame Xie, Dame Xu, Bu Lianshi, Impératrice Dayi, Impératrice Jinghuai, Impératrice Pan, Impératrice Quan Huijie, Impératrice Zhu du Wu, Impératrice douairière He, Impératrice Teng Fanglan |
| Volume 51 | 宗室傳                     | Biographies de nobles                                                                 | Sun Jing, Sun Yu, Sun Jiao, Sun Huan, Sun Ben, Sun Fu, Sun Yi, Sun Kuang, Sun Shao, Sun Huan |
| Volume 52 | 張顧諸葛步傳               | Biographies de Zhang, Gu, Zhuge et Bu                                                 | Zhang Zhao, Zhang Cheng, Zhang Xiu, Gu Yong, Gu Shao, Gu Tan, Gu Cheng, Zhuge Jin, Bu Zhi |
| Volume 53 | 張嚴程闞薛傳               | Biographies de Zhang, Yan, Cheng, Kan et Xue                                          | Zhang Hong, Yan Jun, Cheng Bing, Kan Ze, Xue Zong |
| Volume 54 | 周瑜魯肅呂蒙傳             | Biographies de Zhou Yu, Lu Su et Lü Meng                                              | |
| Volume 55 | 程黃韓蔣周陳董甘淩徐潘丁傳 | Biographies de Cheng, Huang, Han, Jiang, Zhou, Chen, Dong, Gan, Ling, Xu, Pan et Ding | Cheng Pu, Huang Gai, Han Dang, Jiang Qin, Zhou Tai, Chen Wu, Dong Xi, Gan Ning, Ling Tong, Xu Sheng (en), Pan Zhang, Ding Feng                                                                                |
| Volume 56 | 朱治朱然呂範朱桓傳         | Biographies de Zhu Zhi, Zhu Ran, Lü Fan et Zhu Huan                                   | Shi Ji, Zhu Yi |
| Volume 57 | 虞陸張駱陸吾朱傳           | Biographies de Yu, Lu, Zhang, Luo, Lu, Wu et Zhu                                      | Yu Fan, Lu Ji, Zhang Wen, Luo Tong, Lu Mao, Wu Can, Zhu Ju |
| Volume 58 | 陸遜傳                     | Biographie de Lu Xun                                                                  | Lu Kang |
| Volume 59 | 吳主五子傳                 | Biographies des cinq fils du Seigneur de Wu                                           | Sun Deng, Sun Lü, Sun He, Sun Ba, Sun Fen |
| Volume 60 | 賀全呂周鍾離傳             | Biographies de He, Quan, Lü, Zhou et Zhongli                                          | He Qi, Quan Cong, Lü Dai, Zhou Fang, Zhongli Mu |
| Volume 61 | 潘濬陸凱傳                 | Biographies de Pan Jun et Lu Kai                                                      | |
| Volume 62 | 是儀胡綜傳                 | Biographies de Shi Yi et Hu Zong                                                      | |
| Volume 63 | 吳範劉惇趙達傳             | Biographies de Wu Fan, Liu Dun et Zhao Da                                             | |
| Volume 64 | 諸葛滕二孫濮陽傳           | Biographies de Zhuge, Teng, les deux Suns et Puyang                                   | Zhuge Ke, Teng Yin, Sun Jun, Sun Chen, Puyang Xing |
| Volume 65 | 王樓賀韋華傳               | Biographies de Wang, Lou, He, Wei, et Hua                                             | Wang Fan, Lou Xuan, He Shao, Wei Zhao, Hua He |